# Wilgendansvlieg
De wilgendansvlieg (Empis borealis) is een vliegensoort uit de familie van de dansvliegen (Empididae). De wetenschappelijke naam van de soort is gepubliceerd in 1758 door Linnaeus in de tiende editie van Systema naturae.